# Діді-Занаві
Діді-Занаві (груз. დიდი ზანავი) — село в Грузії.
За даними перепису населення 2014 року в селі проживає 297 осіб.